# De sepulturis
De sepulturis ist eine päpstliche Bulle über die Praxis der inneren Leichenschau, sie wurde 1299 von Papst Bonifatius VIII. erlassen.

## Zur inneren Leichenschau
Nach den Vorstellungen der römisch-katholischen Kirche galt im Mittelalter der Körper und die Gesundheit als mit dem Kosmos verbunden. Leichenöffnungen stießen auf Grund dieser Denkweise bei den Geistlichen auf Widerstand, welches in dieser Bulle untermauert wurde.
Bonifatius VIII. beanstandete die Zerteilung und Abkochung von Leichen und untersagte sie. In den Grundzügen der Bulle handelte es sich um eine Schrift gegen die Tatsache, dass die Leichen verstorbener Kreuzfahrer nach dem Abkochen nach Europa überführt wurden. Auch zur Gewinnung Reliquien von möglicherweise künftig als  Heilige angesehenen und zu verehrenden Personen wurden damals manchmal deren Leichen ausgekocht (z. B. bei Thomas von Aquin).

## Wirkungsgeschichte
Mit dieser Bulle wandte sich der Papst aber nicht kategorisch gegen die Obduktion, jedoch wurde sie als solches interpretiert und sorgte zunächst für den kritischen Umgang, sowie der Eindämmung  und Entwicklung der Obduktionspraxis.